# Basilique Saint-Georges d'Almelo
Pour les articles homonymes, voir Basilique Saint-Georges.
La basilique Saint-Georges (en néerlandais : Sint-Georgiusbasiliek) est une église catholique d'Almelo aux Pays-Bas. Dédiée à saint Georges, elle dépend de l'archidiocèse d'Utrecht. Elle a été élevée en 2009 au rang de basilique mineure et fait partie des monuments protégés (Rijksmonument).

## Histoire et architecture
Une première église est bâtie en 1787. Elle est reconstruite en 1901 en style néogothique et consacrée en 1902. La tour est terminée en 1903. L'édifice de briques rouges est construit d'après les plans de l'architecte Wolter te Riele (1867–1937), dont c'est la première œuvre entièrement personnelle. Il s'inscrit dans un plan basilical en croix latine à trois nefs. l'église mesure 54,85 mètres de longueur ; les nefs de côté mesurent 8,75 mètres de largeur et la nef principale 18,25 mètres. Quant au transept, il mesure 28,85 mètres de largeur. Les voûtes s'élèvent à 16,5 mètres et la tour à 73 mètres.
À l'intérieur, les peintures murales néo-gothiques ont disparu pour être recouvertes de plâtre blanc dans les années 1960.

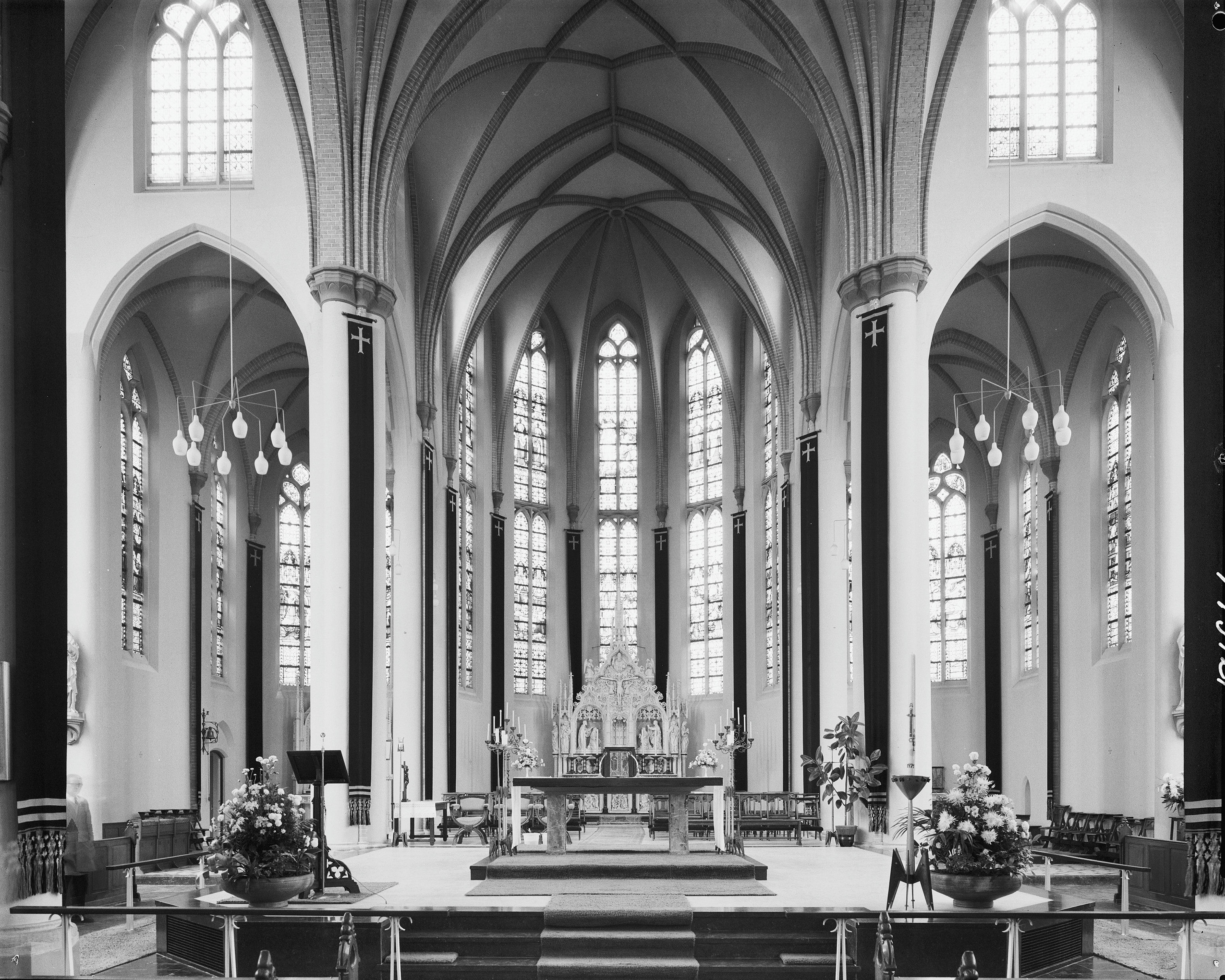
Intérieur en 1971.

Le maître-autel, l'autel de gauche dédié à Notre Dame et la proviennent de l'atelier de Friedrich Wilhelm Mengelberg ; l'autel de droite dédiée à saint Joseph provient de l'atelier J&H Brom. Les stations peintes du chemin de croix sont l'œuvre de F. H. Bachg. On remarque deux tableaux de Gustaf van Kalken, l'un représente saint Georges et l'autre saint Antoine de Padoue.
Les vitraux du chœur sont issus de l'atelier de F. Nicholas de Zonen. Le grand vitrail au-dessus de l'entrée est l'œuvre de Jos ten Horn et date de 1928. 
L'horloge mécanique du clocher date de 1926 ; elle se trouve sous la flèche octogonale avec quatre cadrans. Le carillon, datant de 1927, est le premier de Twente.
L'église possède des grandes orgues de tribune datant de 1959 avec 32 registres. L'orgue du transept, quant à lui, date de 1979 avec 11 registres. Enfin le petit orgue de chœur possède 6 registres. 
L'église est inscrite aux monuments historiques le 29 juillet 1997 sous le numéro 507692. 
Le pape Benoît XVI élève l'église au rang de basilique mineure, le 3 novembre 2009. Le cardinal Eijk, archevêque d'Utrecht, en fait la proclamation le 13 décembre suivant au cours d'une messe solennelle.
La basilique appartient avec l'église Saint-Joseph d'Almelo à la paroisse regroupée Saint-Joris. 